# Kaliskie Towarzystwo Przyjaciół Nauk
Kaliskie Towarzystwo Przyjaciół Nauk (KTPN, łac. Societas Scientiarum ac Litterarum Calisiensis) – regionalne towarzystwo naukowe ogólne założone w 1987 w Kaliszu; członek założyciel Patria Polonorum (1988).

## Historia
W 1959 odbyło się zebranie założycielskie Kaliskiego Towarzystwa Naukowego; powołano komisję organizacyjną, towarzystwa jednak nie utworzono. W 1987 odbyło się zebranie założycielskie Kaliskiego Towarzystwa Przyjaciół Nauk, przewodniczącym komitetu założycielskiego został dr hab. Edward Polanowski, który został także wybrany na prezesa towarzystwa. W 1999 dzięki zaangażowaniu towarzystwa utworzono Państwową Wyższą Szkołę Zawodową w Kaliszu.
W strukturach towarzystwa działają cztery komisje: naukowa, biblioteczno-wystawowa, zagraniczna i wydawnicza oraz cztery pracownie: słowników bibliograficznych, bibliografii Kalisza, historii oświaty, mniejszości narodowych i religijnych. Towarzystwo posiada własną bibliotekę naukową liczącą około 10 000 woluminów. Obecnie towarzystwo zrzesza 153 członków, w tym 70 pracowników naukowych, 5 członków wspierających. Członkami honorowymi KTPN są Krzysztof Migoń, Tadeusz Poklewski-Koziełł, Hanna Tadeusiewicz, Tadeusz Drewnowski, Anna Żbikowska-Migoń, Artur Kijas.
| Prezesi Kaliskiego Towarzystwa Przyjaciół Nauk | Prezesi Kaliskiego Towarzystwa Przyjaciół Nauk |
| ---------------------------------------------- | ---------------------------------------------- |
| 1987–1992                                      | Edward Polanowski                              |
| 1992–1994                                      | –                                              |
| 1994–                                          | Krzysztof Jan Walczak                          |

## Wydawnictwo
Znaczącym obszarem działań towarzystwa jest działalność wydawnicza. KTPN zajmuje się literaturą naukową oraz popularno-naukową i ma na swoim koncie ponad 200 publikacji. Wydaje przede wszystkim teksty promujące Kalisz, ale także publikuje z zakresu dziedzin nauk społecznych i humanistycznych. W ramach tej działalności towarzystwo współpracuje z uniwersytetami, stowarzyszeniami oraz samorządami pobliskich miejscowości. Wydawnictwo publikuje kilka serii poświęconych tematyce Kalisza i osób z nim związanych (np. Kaliszanie, Biografia historii życia Kalisza).
| Najważniejsze czasopisma naukowe               | Najważniejsze czasopisma naukowe |
| ---------------------------------------------- | -------------------------------- |
| Zeszyty Kaliskiego Towarzystwa Przyjaciół Nauk | od 1995                          |
| Studia Kaliskie. Studia Calisiensia            | od 2013                          |
| Polonia Maior Orientalis                       | od 2014                          |